# Cymmer Castle
Cymmer Castle är ett slott i Storbritannien.   Det ligger i kommunen Gwynedd och riksdelen Wales, i den södra delen av landet, 290 km nordväst om huvudstaden London. Cymmer Castle ligger 151 meter över havet.
Terrängen runt Cymmer Castle är kuperad. Runt Cymmer Castle är det ganska glesbefolkat, med 45 invånare per kvadratkilometer. Närmaste större samhälle är Dolgellau, 1,8 km söder om Cymmer Castle. I omgivningarna runt Cymmer Castle växer i huvudsak blandskog.